# Günter Graulich
Günter Graulich (* 2. Juli 1926 in Stuttgart) ist ein deutscher Verleger, Kirchenmusiker und Pädagoge. Mit seiner Frau Waltraud Graulich gründete er in Stuttgart 1972 den Carus-Verlag.

## Leben und Werk

### Kindheit und Studium, Arbeit als Pädagoge
Eltern Berta Graulich geb. Schmid (1895–1990) und Robert Graulich (1892–1971), Schwester Erika (1922–1990)
Günter Graulich besuchte nach der Schreiber-Grundschule in Stuttgart-Heslach das Schickhardt-Gymnasium.
In den letzten Monaten des Zweiten Weltkriegs wurde er 17-jährig als Soldat eingezogen. Er kam nach Kriegsende in amerikanische Gefangenschaft und kehrte Ende August 1945 nach Stuttgart zurück.
Im Jahr 1946 legte er in Stuttgart das Abitur ab.
Studien- und ersten Berufsjahre:
1946–1947 Studium auf Lehramt für Grund- und Hauptschulen am Pädagogischen Institut in Stuttgart,
1947–1951 Lehrer in Warmbronn. Dort übernahm er die Leitung des Gesangvereins und Kirchenchores. Er nahm zudem Orgelunterricht,
Von 1951 bis 1956 war er Lehrer an der Lerchenrainschule Stuttgart, parallel dazu von 1952 bis 1954 Musiklehrer am Progymnasium Kornwestheim,
1956–1959 Studium der Schulmusik an der Musikhochschule Stuttgart, Hauptfach Klavier, Nebenfach Cello,
1957–1959 Studium für Höheres Lehramt in Geographie, Universität Stuttgart,
1959–1967 Vollstudium an der Universität Tübingen. Hauptfach Geographie, Nebenfächer Geschichte und Sport. Ab 1967 Studienrat am Max-Planck-Gymnasium in Schorndorf.
Günter hat seine Frau Waltraud Rümmelin (geboren am 18. April 1937 in Calw) im eigenen Chor kennengelernt, sie kam als Sopransängerin 1958 in den Jungen Chor Stuttgart. Da sie zudem ausgezeichnet Klavier spielte, übernahm sie sehr bald und für viele Jahrzehnte die Korrepetition am Klavier und bei Gottesdiensten die Begleitung an der Orgel. Ihr Vater Hugo Rümmelin war ebenfalls Organist gewesen.
Das Paar heiratete 1960 in Altensteig im Schwarzwald, wohnte für fünf Jahre in Steinenbronn und lebt seit 1965 in Stuttgart. Bis 1965 war Waltraud Graulich als Lehrerin tätig. Günter und Waltraud Graulich haben vier Kinder.

### Editionen im Hänssler-Verlag
1963–1970 sammelte Günter Graulich erste Erfahrungen als Herausgeber geistlicher Chormusik beim Hänssler-Verlag. Im Rahmen der „Stuttgarter Ausgaben“ edierte er Kompositionen von Heinrich Schütz, Dietrich Buxtehude, Johann Sebastian Bach, den Bach-Söhnen, von Georg Philipp Telemann und Johannes Eccard.

### Editionen bei Carus
Als Gründer des Carus-Verlags Stuttgart trug Günter Graulich wesentlich dazu bei, das Repertoire der Chormusik, insbesondere der geistlichen Chormusik, zu erweitern. Viele bis dahin unbekannte Werke des Barock, der Wiener Klassik und der Romantik wurden durch ihn der Musikpraxis zugänglich gemacht. So erschien bei Carus das Aufführungsmaterial aller Vokalwerke von Wolfgang Amadeus Mozart und Joseph Haydn und Michael Haydn.
Dass die geistlichen Chorwerke Felix Mendelssohn Bartholdys und Josef Gabriel Rheinbergers heute fest im Konzertleben verankert sind, ist mit sein Verdienst. Günter Graulich initiierte außerdem wegweisende Chorsammlungen für Liturgie und Konzert, viele davon in enger Zusammenarbeit mit kirchlichen und weltlichen Chorverbänden aus aller Welt.
Der Startschuss für die Verlagsgründung war eine Neuedition des „Gloria“ von Antonio Vivaldi im Jahre 1972.
Es folgten über 600 Editionen aus seiner Hand, exemplarisch seien hier einige aufgeführt:

#### Ausgewählte Urtext-Ausgaben
Heinrich Schütz: Musikalische Exequien
Heinrich Schütz: Weihnachtshistorie
Dietrich Buxtehude: Fürwahr, er trug unsere Krankheit
Johann Sebastian Bach: Motetten
Georg Philipp Telemann: Nun kommt der Heiden Heiland
Carl Philipp Emanuel Bach: Magnificat
Wolfgang Amadeus Mozart: Sancta Maria, Mater Dei
Felix Mendelssohn Bartholdy: Wie der Hirsch schreit
Josef Gabriel Rheinberger: Cantus Missae
Robert Schumann: Werke für gemischten Chor
Antonín Dvorak: Messe in D (Orgelfassung)

#### Ausgewählte Anthologien
Johannes Brahms: Sämtliche geistliche Motetten
Johann Hermann Schein: Israelsbrünnlein
Musica Sacra Baltica. Geistl. Chormusik des 20. Jahrhunderts
Musica Sacra Hungarica. Geistl. Chormusik des 20. Jahrhunderts
Chorbuch Loreley in mehreren Bänden

#### Großprojekte
Eine intensive künstlerische Zusammenarbeit entstand mit Frieder Bernius und dem von ihm gegründeten Kammerchor Stuttgart.
Aufsehenerregend war die Gesamtedition der Kirchenmusik von Felix Mendelssohn Bartholdy, einige Werke von ihm wurden erstmals verlegt (Erstausgaben). Frieder Bernius steuerte zu diesem Projekt, wie im Übrigen auch bei etlichen anderen Komponisten, vielfach ausgezeichnete CD-Einspielungen bei.
Im Jahr 1988 begründete Graulich mit Harald Wanger im Auftrag der Fürstlichen Regierung in Liechtenstein die Gesamtausgabe der Werke Josef Gabriel Rheinbergers, zu zweit übernahmen sie die Editionsleitung. Die Edition wurde im Jahre 2009 abgeschlossen.
Günter Graulich initiierte im Folgenden weitere Gesamt- und Werkausgaben, so von Max Reger, Johann Adolph Hasse und Giacomo Puccini.
Im Jahre 1990 erfolgte die Übernahme des Notenprogramms des Hänssler Musikverlags Kirchheim durch den Carus-Verlag. Das Verlagsprogramm wurde dadurch vor allem im Bereich der Barockmusik erweitert.
Eine besonders enge verlegerische Zusammenarbeit entstand mit den leitenden Kirchenmusikern der Erzdiözese Salzburg (Armin Kircher), Erzdiözese Freiburg (Matthias Kreuels, Wilm Geismann, Godehard Weithoff, Meinrad Walter) und der Erzdiözese Köln (Richard Mailänder). Als Ergebnis erschien das Freiburger Chorbuch im Jahr 1994. Es folgte der Aufbau einer Bibliothek mit Anthologien (Chorbüchern) zu wichtigen Themen der musikalischen Ausgestaltung der katholischen und evangelischen Liturgie.
Graulich begann die Neu- und Gesamtedition der geistlichen Vokalwerke von Johann Sebastian Bach, ab 2006 in Kooperation mit dem Bach-Archiv Leipzig. Das Mammutprojekt mit 248 Werken wurde im Reformationsjahr 2017 unter der Leitung von Uwe Wolf und Ulrich Leisinger abgeschlossen.
Die Weiterführung des Verlags als Familienunternehmen ist durch den jüngsten Sohn Johannes Graulich gesichert, der als Kinderarzt und gut vertraut mit dem Verlag im Jahr 2001 von der Neonatologie an der Berliner Charité nach Stuttgart in die Carus-Geschäftsleitung wechselte.
2011 übernahm Uwe Wolf vom Bach-Archiv Leipzig die Leitung des Lektorats von Carus, bis dahin war Günter Graulich Cheflektor.

#### CD-Label Carus
Das von Graulich ins Leben gerufene CD-Label Carus trägt mit erstklassigen Tonaufnahmen wesentlich zur Verbreitung der bei Carus verlegten Chormusik bei.

### Graulichs Stationen als Chorleiter
1951 Bildung eines Lehrerchores mit wöchentlicher Probe in Leonberg, baldiger Auftritt als „Singkreis Leonberg“
1952 Aus „Singkreis Leonberg“ wird „Junger Chor Leonberg“ mit einem Durchschnittsalter von 25 Jahren.
1953–1997 Kantor an der Matthäuskirche Stuttgart
1954 Aus „Junger Chor Leonberg“ wird „Junger Chor Stuttgart“ mit monatlichen Singwochenenden.
1955 Erste große Aufführung: Johann Sebastian Bachs Johannes-Passion. Chorsinfonische Aufführungen finden meist in der Markuskirche und später in der wiederaufgebauten Stiftskirche statt.
1963 Aus „Junger Chor Stuttgart“ wird „Motettenchor Stuttgart“, mit der Umbenennung wird deutlich gemacht, dass sich der Chor der geistlichen Musik verschrieben hat.
A-cappella-Literatur ist ein zentrales Anliegen des Chores, vom Volkslied bis zu Madrigal und 8-stimmiger Motette wird alles aufgeführt.
Ab 1962 gab es zahlreiche Rundfunkmitschnitte und Schallplattenproduktionen mit Werken u. a. von Heinrich Schütz, Johann Sebastian Bach, Georg Philipp Telemann, Dietrich Buxtehude und Antonín Dvorak.
Nach dem Zweiten Weltkrieg war die romantische Chormusik aus dem Programm der Verlage und Chöre nahezu verschwunden. Der Motettenchor begab sich auf Neuland, indem er neben Werken von Hugo Distler, Ernst Pepping, Johann Nepomuk David, Helmut Bornefeld auch Johannes Brahms, Robert Schumann, Heinrich von Herzogenberg, Max Reger und Josef Gabriel Rheinberger auf das Programm setzte.
Der Motettenchor war für Graulich ein Experimentierfeld der zahlreichen Neuausgaben des Carus-Verlags. Viele Werke, die druckfrisch oder noch in der Herstellung waren, erklangen in Konzerten des Motettenchores zum ersten Mal.
Konzertreisen führten den Motettenchor ins europäische Ausland u.a Frankreich (1971), Cardiff (1975), Rumänien (1981), Spanien (1978, 1980), nach Nordamerika und Kanada (1975), Mexiko (1977), Thüringen (1988), Polen (1996).
2001 übergab Günter Graulich im Anschluss an eine Aufführung der h-Moll Messe von J.S. Bach in der Eberhardskirche Stuttgart nach 50 Jahren den Motettenchor an seinen Nachfolger Simon Schorr.

## Ehrungen und Auszeichnungen
1991: Ernennung zum Kirchenmusikdirektor (KMD) durch die Ev. Landeskirche in Baden-Württemberg
2006: Johann-Michael-Haydn-Verdienstmedaille in Gold “für besondere Verdienste um die Kirchenmusik in der Erzdiözese Salzburg”
2009: Orlando di Lasso-Medaille, ACV (Allgemeiner Cäcilienverband für Deutschland e.V.)
2009: Verdienstkreuz 1. Klasse des Verdienstordens der Bundesrepublik Deutschland “in Anerkennung der um Volk und Staat erworbenen besonderen Verdienste”